# Telioneura imbecillus
Telioneura imbecillus är en fjärilsart som beskrevs av Hans Zerny 1931. Telioneura imbecillus ingår i släktet Telioneura och familjen björnspinnare. Inga underarter finns listade i Catalogue of Life.